# モモフク
モモフク（Momofuku）はアメリカ合衆国・ニューヨークを本拠とするレストラン・チェーン。韓国系アメリカ人のシェフ兼実業家デイビッド・チャン（David Chang、장석호）が創業したラーメン店を中心としたレストランで、いくつかの賞を受賞している。
ほとんどの店はニューヨークにあるが、オーストラリア・シドニー、カナダ・トロントにもレストランを開業。
正式には「モモフク」の意味はラッキーピーチ（桃福）であり、日清食品創業者安藤百福へのオマージュでもあると述べているが、日清食品または安藤氏とは関係がない。
2024年4月より、唐辛子をベースとした醤の「チリ・クランチ」の商標権をめぐって、他のアジア系コミュニティに類似名称の使用禁止要望書を送付してと争いを起こした。論争が大きくなると、モモフク側が「強制しない」と謝罪した。

## 店の一覧
ニューヨーク
- Momofuku Noodle Bar
- Momofuku Ssäm Bar
- Momofuku Ko
- Má Pêche in Chambers Hotel
- Booker & Dax (Located in Ssäm Bar)
- Momofuku Milk Bar (Midtown)
- Momofuku Milk Bar (East Village)
- Momofuku Milk Bar (Williamsburg, Brooklyn)
- Momofuku Milk Bar (Upper West Side)
- Momofuku Milk Bar (Carroll Gardens)

シドニー
- Momofuku Seiōbo in The Star

トロント
- Noodle Bar
- Nikai
- Daishō
- Shōtō